# Daryā Poshteh
Daryā Poshteh (persiska: دريا پشته) är en ort i Iran.   Den ligger i provinsen Mazandaran, i den norra delen av landet, 160 km nordväst om huvudstaden Teheran. Antalet invånare är 770.
Terrängen runt Daryā Poshteh är varierad. Runt Daryā Poshteh är det ganska tätbefolkat, med 116 invånare per kvadratkilometer. Närmaste större samhälle är Ramsar, 3,7 km sydost om Daryā Poshteh. I omgivningarna runt Daryā Poshteh växer i huvudsak blandskog.